# Paul Duraffour
Pour les articles homonymes, voir Durafour.
Paul Duraffour est un homme politique français, né le 10 septembre 1905 à Anzy-le-Duc (Saône-et-Loire) et mort le 4 juin 1992 dans son village natal.

## Biographie
Juriste de formation, il devient rédacteur au ministère de l'intérieur puis entre, en 1933 au cabinet de Camille Chautemps. .De 1936 à 1940 il est collaborateur du directeur de la sûreté nationale. Nommé préfet il est  relevé de ses fonctions par le gouvernement de Vichy en mars 1944. 
Il est élu maire d'Anzy-le-Duc en 1953, fonction qu'il assure jusqu'en 1982.  
Candidat aux élections législatives en 1956 et 1958 il est battu. Il est élu député de la deuxième circonscription de Saône-et-Loire, en 1962 en battant Pierre Dufour le député sortant. en 1967 il est élu conseiller général du canton de Marcigny. Il est membre du parti radical, puis, à partir de 1971 du parti Radical de gauche.
En décembre 1981, il participa à la création du Comité pour le désarmement nucléaire en Europe (CODENE).

## Fonctions électorales
- Député, Rassemblement démocratique (France), FGDS, puis MRG de Saône-et-Loire (1962-1986)
- Président de l'intergroupe parlementaire d'étude des problèmes du désarmement
- Conseiller général de Saône-et-Loire (1967-1985)
- Maire d'Anzy-le-Duc (de 1953 à 1982).